# Monnières (Jura)
Pour les articles homonymes, voir Monnières.
Monnières est une commune française située dans le département du Jura, dans la région culturelle et historique de Franche-Comté et la région administrative Bourgogne-Franche-Comté.

## Géographie
Le mont Joly :
Le mont Joly, dont le véritable nom est « L'Ourchaux », s'étend sur les deux communes de Monnières et Sampans.
Son altitude varie de 275 à 294 mètres.
Les milieux présents sur le mont Joly présentent une richesse floristique et faunistique. Malgré l'apparente absence de flore protégée, ce site abrite certaines espèces végétales typiques des pelouses calcaires, qui paraissent localement menacées par l'abandon des pratiques d'entretien et l'envahissement abusif.
L'orchis ustulata, orchis brûlée est une plante considérée comme assez rare dans la région.
L'ophrys fuciflora, ophrys frelon ou bourdon est une espèce typique des pelouses calcaires.
Le narcissus pseudonarcissus ou jonquille attire beaucoup de monde sur le site au moment de la floraison.
Plusieurs espèces d'oiseaux protégées sur le territoire national ont été identifiées :
- Le pouillot véloce
- Le faucon crécerelle
- La buse variable
- Le traquet pâtre
- Le rossignol Philomède
- le geai des chênes

### Communes limitrophes
Les communes limitrophes sont Dole, Champvans et Sampans.

### Climat
Pour des articles plus généraux, voir Climat de la Bourgogne-Franche-Comté et Climat du département du Jura.
En 2010, le climat de la commune est de type climat des marges montargnardes, selon une étude du Centre national de la recherche scientifique s'appuyant sur une série de données couvrant la période 1971-2000. En 2020, Météo-France publie une typologie des climats de la France métropolitaine dans laquelle la commune est exposée à un climat semi-continental et est dans la région climatique  Bourgogne, vallée de la Saône, caractérisée par un bon ensoleillement (1 900 h/an), un été chaud (18,5 °C), un air sec au printemps et en été et des vents faibles. 
Pour la période 1971-2000, la température annuelle moyenne est de 10,4 °C, avec une amplitude thermique annuelle de 17,4 °C. Le cumul annuel moyen de précipitations est de 1 039 mm, avec 12,4 jours de précipitations en janvier et 8,5 jours en juillet. Pour la période 1991-2020, la température moyenne annuelle observée sur la station météorologique de Météo-France la plus proche, « Dole », sur la commune de Dole à 3 km à vol d'oiseau, est de 11,6 °C et le cumul annuel moyen de précipitations est de 1 023,0 mm. 
La température maximale relevée sur cette station est de 40 °C, atteinte le 31 juillet 2020 ; la température minimale est de −24 °C, atteinte le 10 janvier 1985,,. 
Les paramètres climatiques de la commune ont été estimés pour le milieu du siècle (2041-2070) selon différents scénarios d'émission de gaz à effet de serre à partir des nouvelles projections climatiques de référence DRIAS-2020. Ils sont consultables sur un site dédié publié par Météo-France en novembre 2022.

## Urbanisme

### Typologie
Au 1er janvier 2024, Monnières est catégorisée ceinture urbaine, selon la nouvelle grille communale de densité à sept niveaux définie par l'Insee en 2022.
Elle est située hors unité urbaine. Par ailleurs la commune fait partie de l'aire d'attraction de Dole, dont elle est une commune de la couronne,. Cette aire, qui regroupe 87 communes, est catégorisée dans les aires de 50 000 à moins de 200 000 habitants,.

### Occupation des sols
L'occupation des sols de la commune, telle qu'elle ressort de la base de données européenne d’occupation biophysique des sols Corine Land Cover (CLC), est marquée par l'importance des territoires agricoles (50,6 % en 2018), en diminution par rapport à 1990 (62,3 %). La répartition détaillée en 2018 est la suivante : 
terres arables (27,7 %), zones urbanisées (24,4 %), zones agricoles hétérogènes (23 %), mines, décharges et chantiers (12,2 %), forêts (10 %), milieux à végétation arbustive et/ou herbacée (2,9 %). L'évolution de l’occupation des sols de la commune et de ses infrastructures peut être observée sur les différentes représentations cartographiques du territoire : la carte de Cassini (XVIIIe siècle), la carte d'état-major (1820-1866) et les cartes ou photos aériennes de l'IGN pour la période actuelle (1950 à aujourd'hui).

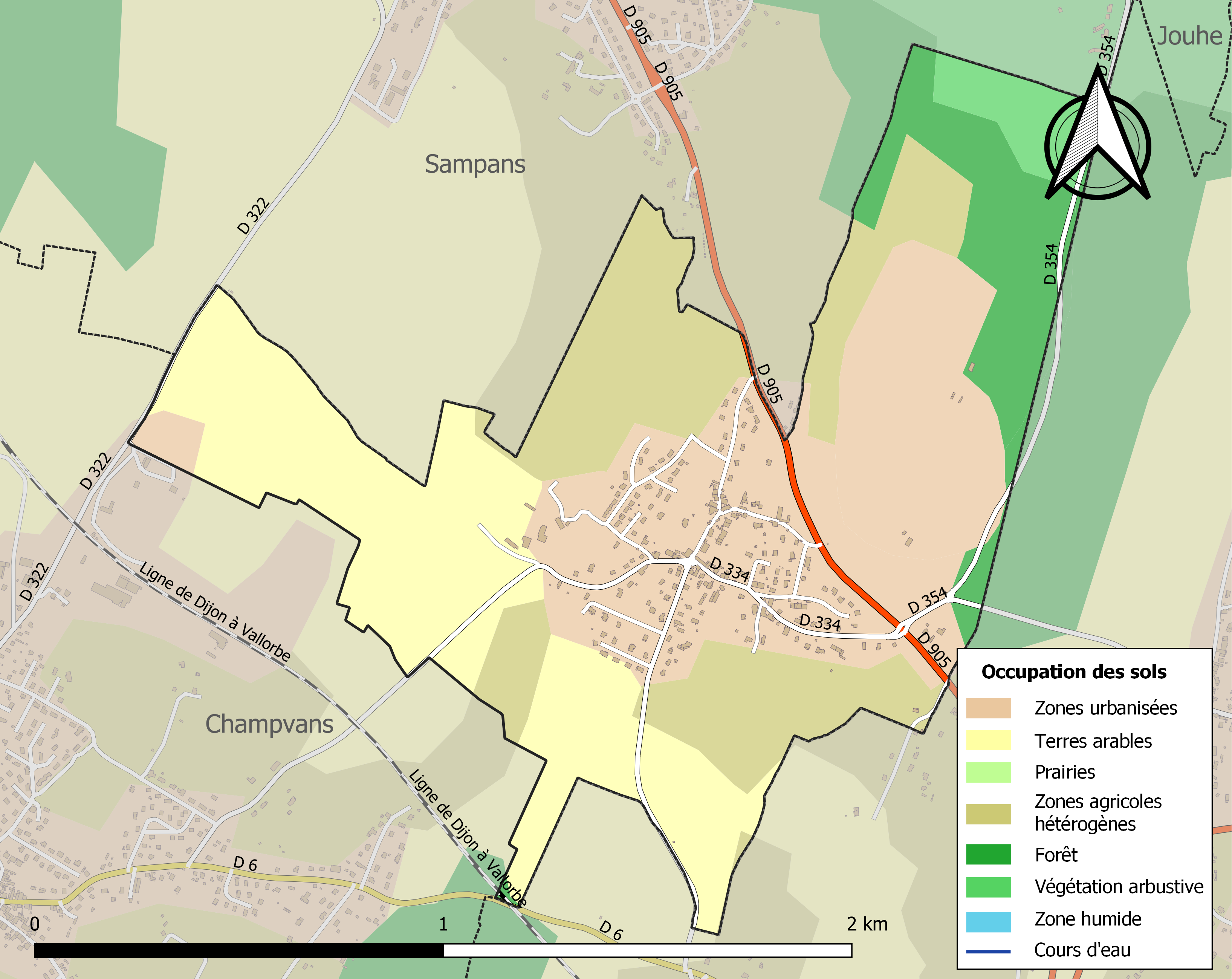
Carte des infrastructures et de l'occupation des sols de la commune en 2018 (CLC).

## Histoire
La chapelle Notre-Dame-de-Mont-Roland, à laquelle l'histoire du village de Monnières est étroitement liée, apparait dans l'histoire en 1089 comme dépendance du prieuré de Jouhe, relevant lui-même de l'abbaye de Baume-les-Messieurs.

Des fouilles réalisées au début du XXe siècle permettent d'attester une présence humaine sur le site quelque 5000 ans av. J.-C., puis un lieu de culte occupé par les druides à l'époque celtique.
Le village fut construit sur un sol rocheux permettant les infiltrations des eaux et le libre ruissellement des sources, alimentant durant des siècles puits et abreuvoirs. Monnières constituait jadis un vaste domaine appartenant aux Templiers.
Monnières, bâti sur le flanc d'une colline et parce qu'il était placé sur une voie de passage (voie romaine) fut exposé à tous les tourments de la guerre et autres fléaux.
Dès sa naissance, le village de Monnières dépend de la juridiction seigneuriale de Dole, capitale de la Franche-Comté, qui sera longtemps sous suzeraineté espagnole.

En 1635, la France déclare la guerre à l'Espagne et s'empresse d'envahir la Franche-Comté. Les troupes de Richelieu et du prince de Condé sont aux portes de Dole dès le 27 mai 1636. Un siège très difficile commence, il va se prolonger pendant 80 jours mais les murailles sont solides et les défenseurs courageux malgré la peste qui commence à sévir. L’ardeur des Dolois décourage les Français qui lèvent le camp le 15 août. Monnières sera marqué par les événements car les Français et les Suédois, leurs alliés, campent sur le mont Roland, dévastent le sanctuaire et le village. Les habitants furent tués ou faits prisonniers, le bétail enlevé, les maisons pillées. Monnières est incendié par les armées du prince Henri II de Bourbon-Condé en 1636.
Les Français perdirent cette guerre, mais en 1674, Louis XIV réclame la province, en héritage de sa femme, Marie-Thérèse d'Espagne. Six ans plus tard, il décide de refaire le siège de Dole, il arrive le 6 juin 1674 avec le brillant marquis et Maréchal de France Vauban pour mener le siège. Les portes de la ville s’ouvrent le 9 juin. En 1678, le traité de Nimègue donne la Franche-Comté à la France. Monnières est aussitôt rattaché au royaume de France.
C'est à cette période que Besançon devient la capitale de l'ancienne Comté.

## Politique et administration
| Période                                  | Période  | Identité        | Étiquette | Qualité                    |
| ---------------------------------------- | -------- | --------------- | --------- | -------------------------- |
| Vers 1842                                | 18..     | Perron          |           |                            |
| Les données manquantes sont à compléter. |          |                 |           |                            |
| Vers 1950                                | 19..     | Émile Despois   |           |                            |
| 1964                                     | 1983     | Jean Ruzel      |           | .                          |
| 1983                                     | 2001     | Hubert Gibaud   |           | chef du personnel          |
| 2001                                     | 2020     | Patrick Sautrey | DVD       | agent général d'assurances |
| 2020                                     | En cours | Patrick Viverge | ND        |                            |
| Les données manquantes sont à compléter. |          |                 |           |                            |

## Démographie
L'évolution du nombre d'habitants est connue à travers les recensements de la population effectués dans la commune depuis 1793. Pour les communes de moins de 10 000 habitants, une enquête de recensement portant sur toute la population est réalisée tous les cinq ans, les populations de référence des années intermédiaires étant quant à elles estimées par interpolation ou extrapolation. Pour la commune, le premier recensement exhaustif entrant dans le cadre du nouveau dispositif a été réalisé en 2005.

En 2022, la commune comptait 390 habitants, en évolution de −8,24 % par rapport à 2016 (Jura : −0,81 %, France hors Mayotte : +2,11 %).
| 1793 | 1800 | 1806 | 1821 | 1831 | 1836 | 1841 | 1846 | 1851 |
| ---- | ---- | ---- | ---- | ---- | ---- | ---- | ---- | ---- |
| 200  | 203  | 165  | 229  | 192  | 206  | 190  | 198  | 203  |

| 1856 | 1861 | 1866 | 1872 | 1876 | 1881 | 1886 | 1891 | 1896 |
| ---- | ---- | ---- | ---- | ---- | ---- | ---- | ---- | ---- |
| 207  | 184  | 188  | 174  | 180  | 167  | 147  | 139  | 125  |

| 1901 | 1906 | 1911 | 1921 | 1926 | 1931 | 1936 | 1946 | 1954 |
| ---- | ---- | ---- | ---- | ---- | ---- | ---- | ---- | ---- |
| 142  | 150  | 135  | 116  | 117  | 132  | 128  | 143  | 168  |

| 1962 | 1968 | 1975 | 1982 | 1990 | 1999 | 2005 | 2006 | 2010 |
| ---- | ---- | ---- | ---- | ---- | ---- | ---- | ---- | ---- |
| 236  | 275  | 282  | 342  | 341  | 404  | 458  | 455  | 453  |

| 2015 | 2020 | 2022 | - | - | - | - | - | - |
| ---- | ---- | ---- | - | - | - | - | - | - |
| 430  | 397  | 390  | - | - | - | - | - | - |

## Lieux et monuments

Inauguration du clocher de l’église de Monnières (Jura) après sa reconstruction (c.1951). De gauche à droite: Émile Despois, maire de Monnières, Claude-Constant Flusin (1911-1979), évêque de Saint-Claude, et Pierre Boillon (1911-1996), curé de Dole.

L'église, à l'origine une chapelle construite en 1505, a été érigée en 1758. Détruite par les incendies, elle fut reconstruite en 1851. À la suite des dégradations du temps et de l'explosion d'un train de munitions à Foucherans durant la Seconde Guerre mondiale, qui firent notamment pencher le clocher, on engagea des travaux de réfection dans les années 1950-1951 pour redonner à l'église son premier visage, notamment sous l'impulsion du Monniérois Louis Gindre, alors délégué du Jura auprès du Ministère de la Reconstruction et de l'Urbanisme. Au cours des travaux, sous les fondations du clocher, fut découverte une crypte voutée dont la longueur allait jusque sous l'abside de l'église.

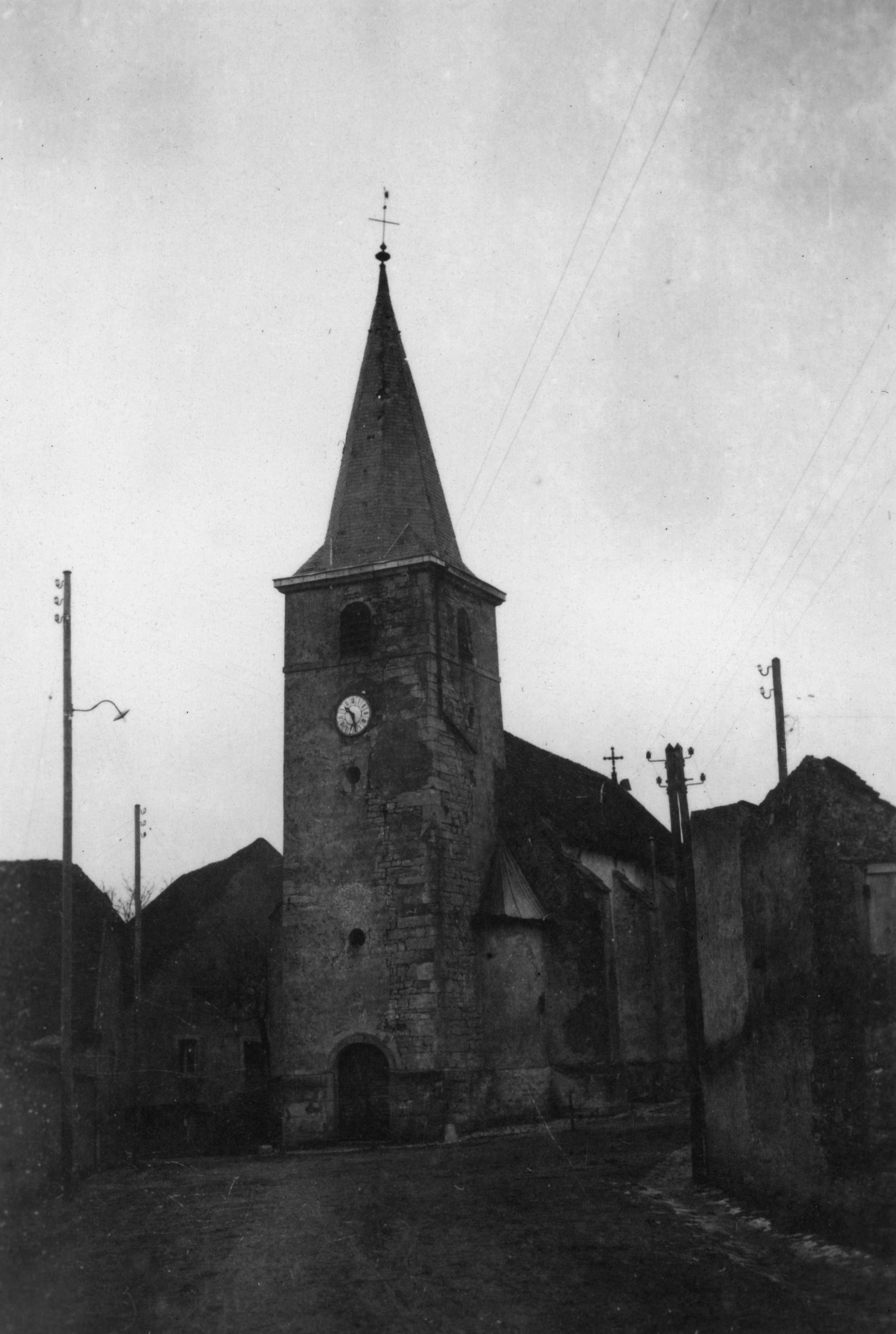
L'église de Monnières (Jura) dans les années 1930.

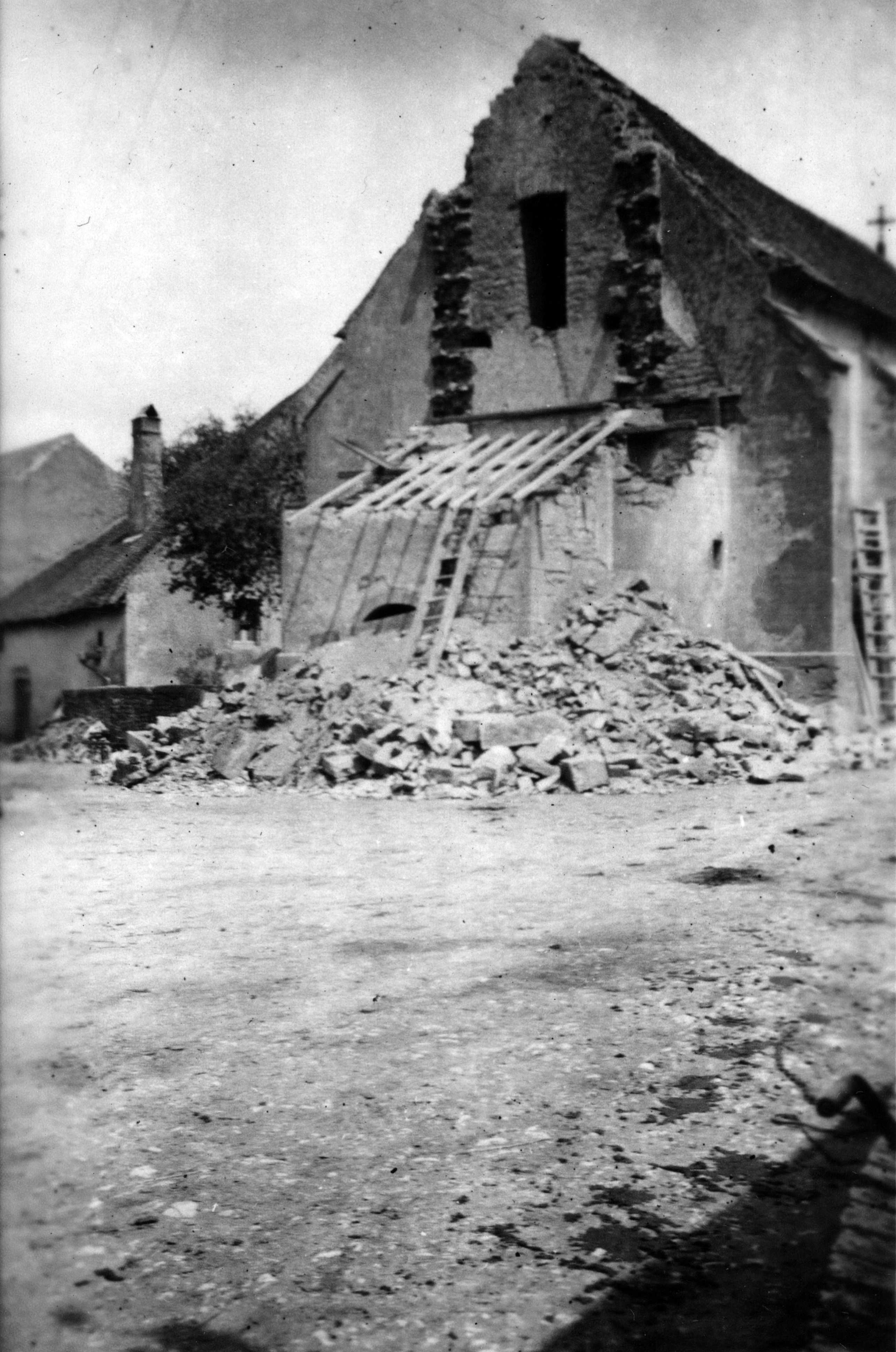
Démolition du clocher de l'église de Monnières (Jura) avant sa reconstruction (c.1951).

L'église est dédiée à saint Roch pour son action protectrice contre la peste. La fête patronale de Monnières a lieu le dimanche suivant le 15 août.
Au cours de l'épidémie de peste qui dépeupla le village, les fidèles qui avaient demandé à saint Roch de les protéger lui firent la promesse, en lui dédiant leur église, d'aller en procession jusqu'au calvaire situé à l'entrée de Champvans, chercher les paroissiens de ce pays, de les conduire à l'église de Monnières et de les raccompagner à l'issue de l'office religieux. La procession était ouverte par un enfant de chœur tenant la croix, suivi d'une jeune fille du village habillée de blanc, portant la bannière de saint Roch.
Le lavoir a été construit en 1852 au niveau d'une résurgence supposée de la source de Jouhe. L'eau arrive dans un premier petit bassin avant de se déverser dans le bassin du lavoir proprement dit. Sur le côté droit, se trouve un abreuvoir alimenté au besoin par seau depuis le premier bassin, à l'aide d'une rigole taillée dans la pierre. Longtemps, les troupeaux rentrant des pâturages venaient y boire. Longtemps aussi, le lavoir fut couvert d'un toit de tôle sous lequel s'abritaient, de la pluie et du soleil, les lavandières du village.
Le lavoir a été restauré et inauguré en 2005.

## Personnalités liées à la commune
| Blason de Monnières | Blason  | Tranché dentelé: au 1er de sinople au huchet contourné d'or, au 2e d'argent à l'arbre de sinople. |
| Blason de Monnières | Détails | Le statut officiel du blason reste à déterminer.                                                  |

## Sources